# Bambusinae
Sous-tribu
Synonymes
Dendrocalaminae Benth. (1881)
Les Bambusinae sont  une sous-tribu de plantes monocotylédones de la famille des Poaceae (graminées), sous-famille des Bambusoideae, originaire d'Asie, qui comprend 17 genres et environ 324 espèces.
C'est l'une des plus importantes parmi les 11 sous-tribus rattachées à la tribu des Bambuseae. Elle appartient au clade des bambous ligneux paléotropicaux.

## Phylogénie
Les Bambusinae sont hétérogènes sur le plan phylogénétique. Certains auteurs distinguent le noyau des Bambusinae constitué par le complexe BDG, l'assemblage DGMNS (Dinochloa, Greslania, Mullerochloa, Neololeba, Sphaeroambos), et le genre Temburongia simplex.
Le noyau des Bambusinae peut être redéfini pour inclure un niveau basal, qui comprend Kinabaluchloa, Holttumochloa, Bonia, Neomicrocalamus, Temochloa, Soejatmia et un taxon non identifié, et le complexe BDG (Bambusa, Dendrocalamus, Gigantochloa), considéré par certains auteurs comme formant avec quelques autres petits genres un complexe d'espèces. Le complexe BDG présente une morphologie extrêmement diverse et est lui-même subdivisé en six sous-clades.
Dans cette sous-tribu, l'absence de correspondance entre les phylogénies nucléaire et chloroplastique suggère une classification imparfaite de la lignée ou des hybridations intergénériques, ce qui justifierait pour certains auteurs la combinaison de tous les taxons en un seul grand genre.

## Liste des genres
Le nombre de genres rattachés à la tribu des Bambusinae a fortement varié au fil des années. Selon Soreng et al. (2017), il s'établit aux 17 genres listés ci-dessous :
- Bambusa  Schreb. (incl. Dendrocalamopsis, Neosinocalamus, Pseudobambusa)
- Bonia Balansa
- Cochinchinochloa S.Dransf., 1998
- Dendrocalamus Nees, 1835 (incl. Klemachloa, Sellulocalamus, Sinocalamus)
- Fimbribambusa
- Gigantochloa Kurz ex Munro
- Maclurochloa K.M.Wong
- Melocalamus Benth., 1883
- Neomicrocalamus Keng f., 1983
- Oreobambos K.Schum.
- Oxytenanthera Munro, 1868  (incl. Houzeaubambus, Scirpobambus)
- Phuphanochloa
- Pseudoxytenanthera Soderstr.  & R.P.Ellis, 1988
- Soejatmia K.M.Wong
- Thyrsostachys
- Vietnamosasa T.Q.Nguyen
- Yersinochloa